# Sigbjørn Johnsen
Pour les articles homonymes, voir Johnsen.
Sigbjørn Johnsen, né le 1er octobre 1950 à Lillehammer, est un homme politique norvégien, membre du Parti du travail (AP) et actuellement ministre des Finances de Norvège, depuis le 20 octobre 2009. Il a déjà eu l'occasion d'occuper ce poste entre le 3 novembre 1990 et le 24 octobre 1996, sous la direction de Gro Harlem Brundtland.

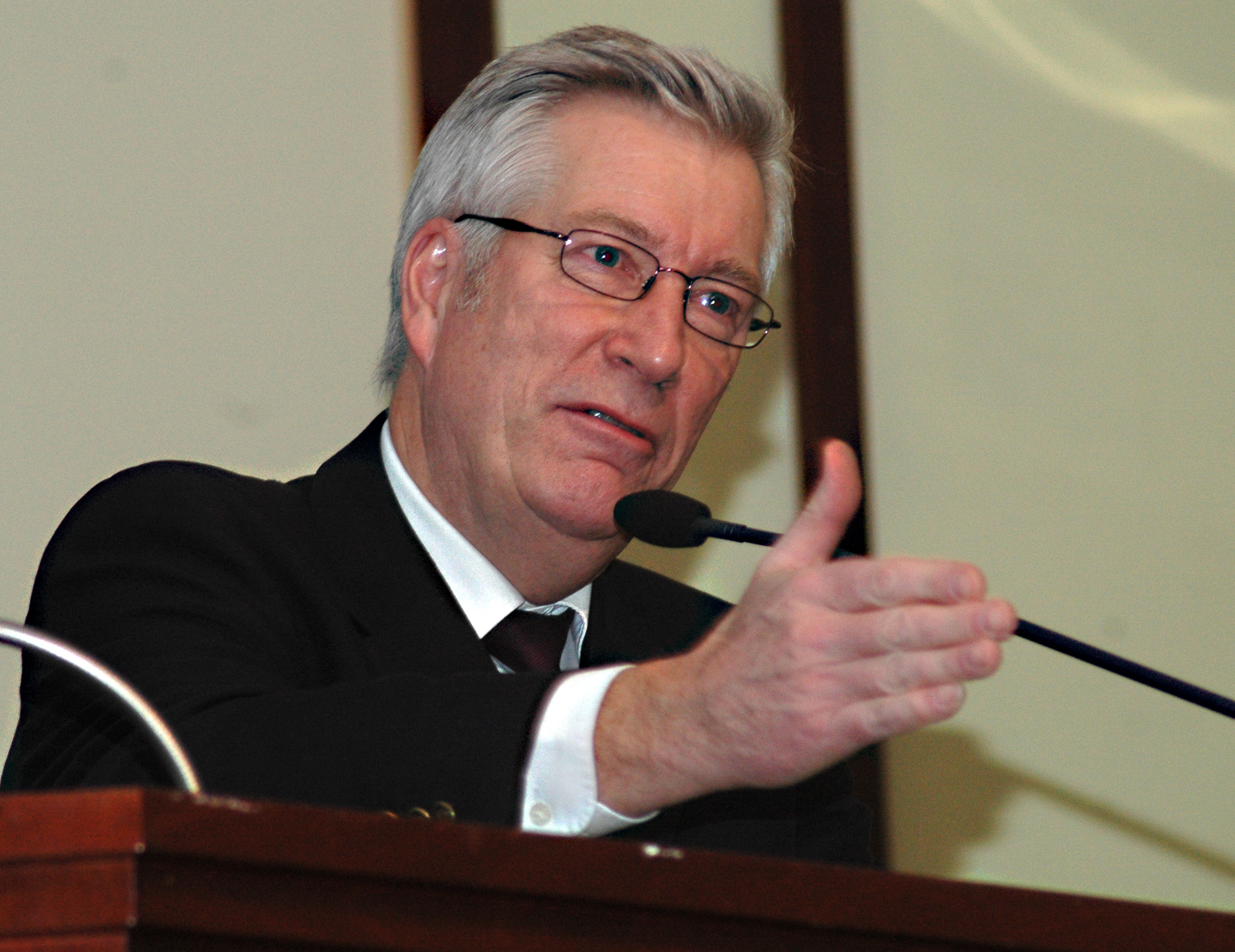
Sigbjørn Johnsen, en 2010.